# Ulrich Finckh
Ulrich Finckh (* 4. September 1927 in Heilbronn; † 25. Juli 2019 in Bremen) war ein deutscher evangelischer Pfarrer. Er war von 1971 bis 1980 ehrenamtlicher Geschäftsführer der Evangelischen Arbeitsgemeinschaft für Kriegsdienstverweigerung und Frieden (EAK).

## Leben
Schon im Alter von 15 Jahren wurde er als Luftwaffenhelfer eingezogen. Sein Abitur absolvierte er 1943. Am 21. Mai 1944 beantragte er die Aufnahme in die NSDAP und wurde rückwirkend zum 20. April desselben Jahres aufgenommen (Mitgliedsnummer 10.036.445). In der Folge war er nach dem Reichsarbeitsdienst Soldat in der Kriegsmarine und im Heer, bevor er in amerikanische Kriegsgefangenschaft geriet. Im Anschluss studierte er in Marburg, Mainz und Göttingen Evangelische Theologie. Er war danach Pfarrer in Mettenheim. Ab 1962 war er als Studentenpfarrer in Hamburg tätig. 1970 wurde er Pastor an der Horner Kirche in Bremen. 1991 ging er in den Ruhestand.
Er war Mitbegründer und seit der Gründung 1971 bis 2012 Vorstandsmitglied des Sozialen Friedensdienstes Bremen sowie von 1971 bis 2003 Vorsitzender der Zentralstelle für Recht und Schutz der Kriegsdienstverweigerer aus Gewissensgründen (Zentralstelle KDV). Ab dessen Gründung im März 1974 bis 2004 gehörte er dem Beirat für den Zivildienst an. 1979 war er Mitbegründer der Gustav Heinemann-Initiative, in deren Bundesvorstand er jahrelang mitarbeitete.
Er erhielt am 23. Juni 1984 den Fritz-Bauer-Preis der Humanistischen Union. 2012 wurde er vom Bremer Senat mit einem Senatsempfang geehrt.
Eine von Finckhs Töchtern ist die SPD-Politikerin Ute Finckh-Krämer.

## Schriften
- Wehrpflicht, Kriegsdienstverweigerung und Zivildienst. Zentralstelle für Recht und Schutz der Kriegsdienstverweigerer aus Gewissensgründen, Bremen 41996; 82002.
- Vom heiligen Krieg zur Feindesliebe Jesu. Beiträge zu Rechtsstaat und Friedensethik. Radius-Verlag, Stuttgart 2011.
- Gottes Adoptivsohn. Theologische Skizzen für kritische Leser. Radius-Verlag, Stuttgart 2011.
- Pimpf, Pfarrer, Pazifist. Ein kritischer Rückblick (1927-2017). Donat-Verlag, Bremen 2018.
- Modernes Weltbild und Theologie: Mit dem Glauben ernst machen. In: Deutsches Pfarrerblatt 112 S. 703 (Heft 12/2018).

Als Herausgeber
- „... und die Kriegsdienstverweigerung ist und bleibt ein unverzichtbares Menschenrecht“. Zentralstelle für Recht und Schutz der Kriegsdienstverweigerer aus Gewissensgründen, Bremen 1991.
- Unterwegs zur Einheit Deutschlands und zur Einheit Europas. Radius-Verlag, Stuttgart 1993.
- Ungerechtigkeit und Gewalt in Deutschland. Radius-Verlag, Stuttgart 1993.
- Wege zu einer zivilen Gesellschaft. Radius-Verlag, Stuttgart 1994.
- Skrupellose Wirtschaft – Freiheit zur Armut – Jugend ohne Chancen. Radius-Verlag, Stuttgart 1996.
- Für Freiheit und soziale Gerechtigkeit. Radius-Verlag, Stuttgart 1997.
- Menschenrechte – keine Altlasten sondern Zukunftsperspektive. Radius-Verlag, Stuttgart 2000.